# Chris Bachalo
Chris Bachalo (1965) es un ilustrador de cómic Canadiense conocido por su peculiar estilo, cercano a la caricatura. Se hizo conocido por diversos trabajos para DC Comics (Shade, the Changing Man y varias series Death. También ha trabajado en varias series de Marvel Comics relacionadas con X-Men, incluyendo Generation X (en cuya creación participó), Uncanny X-Men, y Ultimate X-Men. También ha creado la serie Steampunk.

## Biografía
Bachalo nació en Canadá pero creció en el Sur de California. Ha comentado en varias entrevistas que de niño quería ser carpintero, hasta que descubrió que era alérgico al polvo. Acudió a la California State University en Long Beach, donde se licenció en arte gráfico e ilustró unos pocos cómics underground. 
Tras la graduación, Bachalo buscó trabajo en la industria del cómic. Su primer trabajo publicado fue The Sandman #12 (1989) para DC Comics. DC le contrató poco después como artista regular para Shade, the Changing Man, un viejo personaje revivido por el escritor Peter Milligan en una serie orientada a un público adulto.
El trabajo inicial de Bachalo muestra una fuerte influencia de Sam Kieth, Bill Sienkiewicz y Michael Golden. A medida que su estilo se desarrolló, su trabajo se hizo más peculiar. Su estilo de comienzos de los años 1990s es minimalista, con líneas fuertes y gruesas, personajes peculiares y poca preocupación por el realismo. Bachalo no huía de los paisajes detallados pero mostraba gusto por las páginas plagadas de pequeñas viñetas.
En 1993, Bachalo formó equipo con el escritor Neil Gaiman para la miniserie de Sandman Death: The High Cost of Living, protagonizada por la hermana mayor de Sandman. En aquella época, Sandman era una de las series más populares y valoradas de la industria, y la miniserie le ayudó a ganar prestigio.
En 1994, Bachalo terminó su trabajo en Shade y empezó a trabajar para Marvel Comics. En primer lugar ilustró Ghost Rider 2099, dentro de una línea de series que reinventaba varios personajes Marvel en el año 2099.
Sin embargo, pronto recibió el encargo de crear un nuevo equipo joven de X-Men junto al escritor de Uncanny X-Men Scott Lobdell. El grupo que crearon Lobdell y Bachalo, Generation X, fue deliberadamente peculiar porque ambos querían evitar la tendencia de la época en los grupos de superhéroes, que consistía en que cada miembro del equipo representaba un rol predeterminado.
Generation X fue un éxito gracias a los personajes cínicos y emocionalmente inmaduros de Lobdell y al dibujo atípico de Bachalo. Este ilustró la serie durante gran parte de sus primeros tres años, tomándose un respiro a finales de 1995 y comienzos de 1996 para ilustrar la segunda miniserie de Death, Death: The Time of Your Life.
En su época en Generation X, el dibujo de Bachalo’s evolucionó mucho. Sus personajes se volvieron más caricaturescos, más cercanos al manga, con grandes ojos, cabezas y manos. También se volvió más extremo en la representación anatómica.
En 1997, Bachalo dejó Generation X por Uncanny X-Men, seguramente el cómic más popular de la industria, permaneciendo hasta el fin de 1998.
In 2000, Bachalo lanzó Steampunk, una serie de cómics inspirados por el género de ficción del mismo nombre, que emula la ciencia ficción primeriza y recrea una versión alternativa de los primeros años del siglo XX. La serie está escrita por Joe Kelly y es parte del sello de DC Comics para series de autor, Cliffhanger. La serie fue criticada por los increíblemente detallados lápices de Bachalo y las pequeñas viñetas, que hacían difícil discernir qué estaba pasando en algunos momentos. Similarmente, la escritura de Joe Kelly no era tan clara como suelen preferir las audiencias masivas. Por el contrario, los entusiastas del cómic lo alababan por los mismos motivos, así como por la imaginación desbordante de los personajes y la historia. La serie, en principio destinada a tener 25 números, terminó prematuramente tras el segundo arco argumental en el número 12. Actualmente se encuentra disponible en dos tomos reimpresos, Steampunk: Manimatron (ISBN 1-56389-762-8) y Steampunk: Drama Obscura (ISBN 1-4012-0047-8).
En los 1990s, el trabajo de Bachalo ha sido casi siempre entintado por Mark Buckingham.
Cuando Richard Friend entinta los lápices de Chris Bachalo, la pieza es firmada por “Chrisendo”, una mezcla de los nombre “Chris”, “Friend”, y “Bachalo”.
A comienzos de los 2000s, Bachalo completó trabajos eventuales en varias series de los X Men, incluyendo Ultimate X-Men, New X-Men. y la secuela de la saga Edad de Apocalipsis.
Bachalo trabaja para el título “Adjectiveless” X-Men junto al escritor Mike Carey.